# Maple Plain, Wisconsin
Maple Plain là một thị trấn thuộc quận Barron, tiểu bang Wisconsin, Hoa Kỳ. Năm 2010, dân số của thị trấn này là 655 người.